# STS-49
STS-49は、エンデバーの処女飛行である。この9日間のミッションの主要な目的は、2年前に軌道への投入に失敗し低軌道に留まっていたインテルサット603を回収し、新しい上段を付けて、目的としていた対地同期軌道に打ち上げ直すことであった。何度かの挑戦の後、3人の船外活動によって捕獲に成功した。これは、1つの宇宙船から同時に3人が船外活動を行った初めての事例であり、2013年時点でも唯一である。また、2001年のSTS-102に破られるまで、最長の船外活動でもあった。

## ハイライト
1990年3月にタイタンⅢで打ち上げられて以来、利用できない軌道にあったインテルサットVI F-3衛星は、乗組員の船外活動によって回収され、新しいキックモーターを取り付けられた。その後衛星は軌道に放たれ、新しいモーターが点火して、運用可能な対地同期軌道に衛星を運んだ。
衛星の捕獲には、3人の船外活動が必要であった。元々船外活動が計画されていたツートとヒーブは、シャトル・リモート・マニピュレータ・システムの位置から衛星に捕獲バーを取り付けることができなかった。そのため、翌日計画外の同じ挑戦が行われ、最終的に船長のブランデンスタインがオービタを数フィートの距離まで慎重に手動操作し、ツート、ヒーブ、エイカーズが手で捕獲することに成功した。
計画された船外活動は、ソーントンとエイカースによって、フリーダム宇宙ステーションの維持と組立ての可能性を実証するために行われたASEM実験の一部としても行われた。2日連続で行うことが計画されていたASEM実験の船外活動は、インテルサットの回収に時間がかかったため、1日間に短縮された。
他の実験には、Commercial Protein Crystal Growth (CPCG)、Ultraviolet Plume Imager (UVPI)、Air Force Maui Optical Station (AMOS)の調査等があった。目的を達成するために、ミッションは2日間延長された。
以下は、STS-49のミッションによって達成された記録である。
- エンデバーの初の飛行
- 初の3人による船外活動
- 2番目（8時間29分）と4番目（7時間45分）に長い船外活動（最も長い船外活動は、2001年のSTS-102の8時間56分）
- 4度の船外活動が行われた初のスペースシャトルのミッション
- 2番目に長い1回のスペースシャトルのミッションでの合計船外活動時間（25時間27分、最も長いのは、STS-61の35時間28分）
- 軌道上の宇宙機と3回のランデブーが必要であった初のスペースシャトルのミッション
- 着陸の際に制動傘が使われた初のスペースシャトルのミッション

## ギャラリー

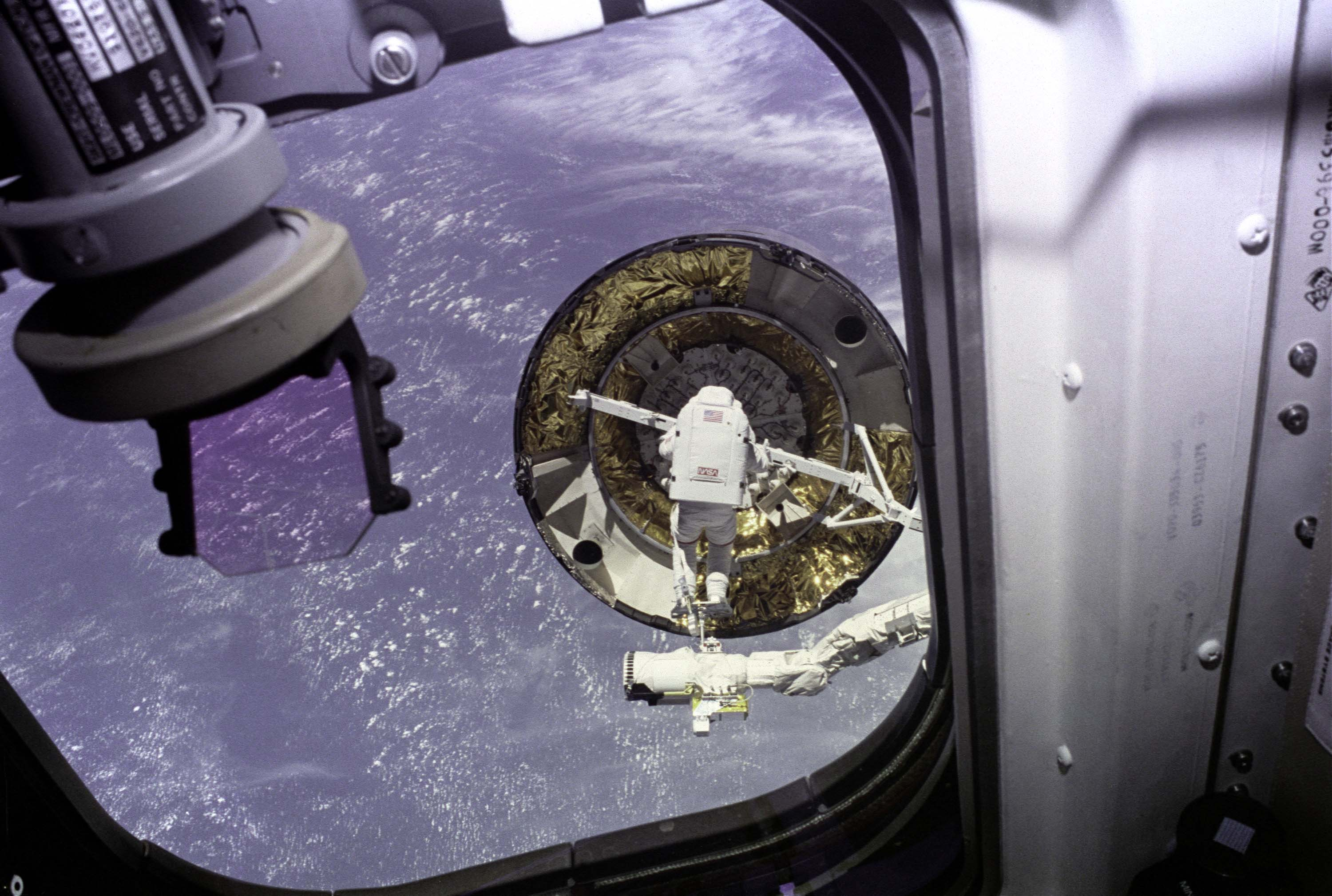
捕獲を試みるツート
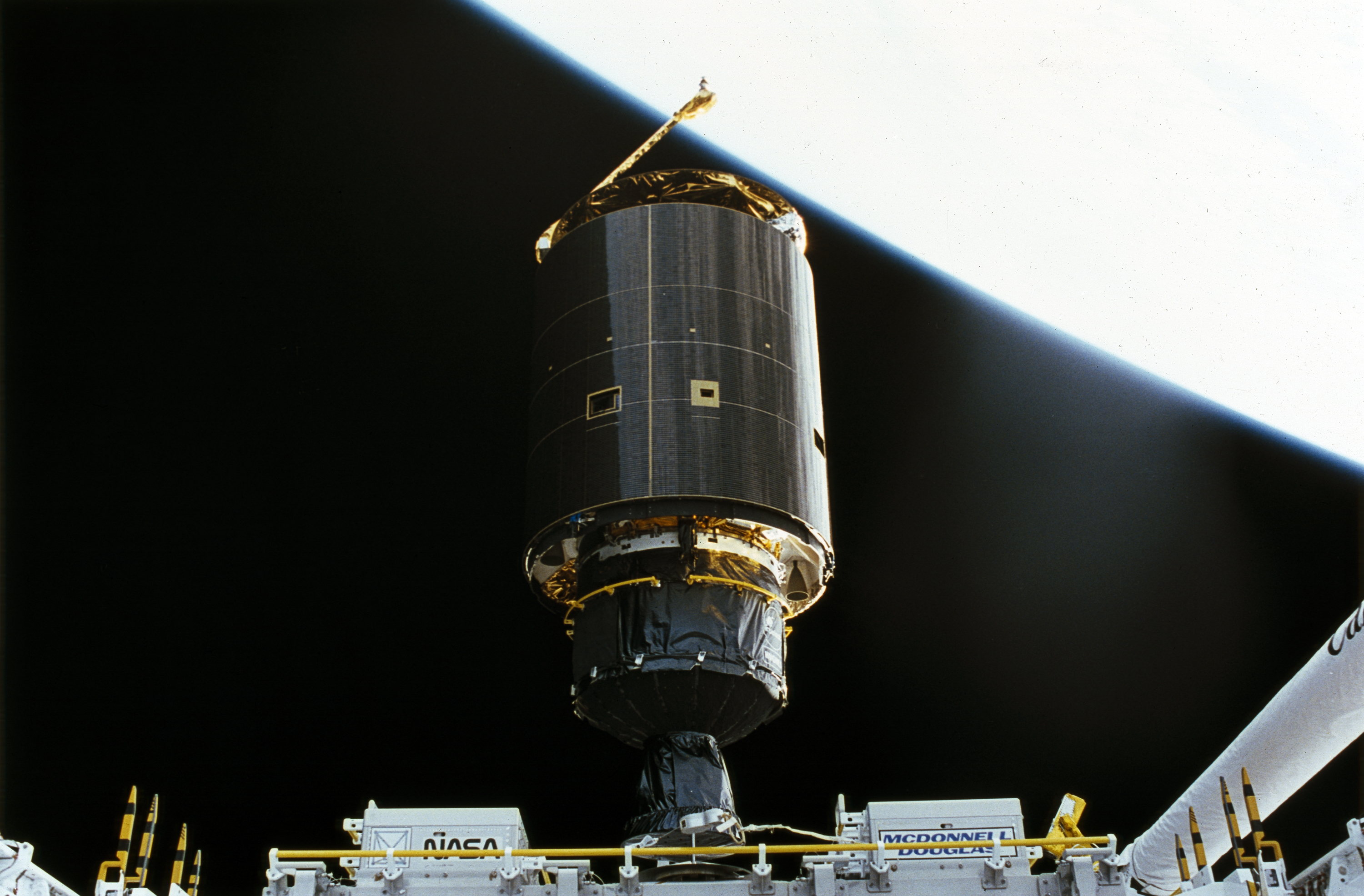
インテルサットVIの再放出
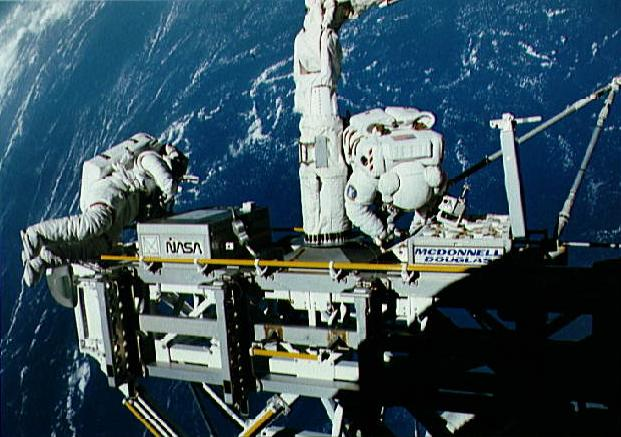
船外活動を行うソーントンとエイカーズ